# Скулневский стан
Скулневский стан — административно-территориальное образование на северо-западе Коломенского уезда (по доекатерининскому административно-территориальному делению), по верхнему течению р. Северки. Граничил с Каневским, Маковским и Левычинским станами Коломенского уезда, а также с Московским уездом и Ростуновским станом Боровского уезда. Впервые упоминается в духовной Ивана Калиты (1336). Просуществовал до губернской реформы Екатерины II.

## Погосты
На территории стана существовали погосты:
- на речке на Северке, усть Песочни с церковью Покрова Пречистыя Богородицы
- на речке Коширке с церковью Дмитрия Страстотерпца
- на речке Коширке с церковью Николы Чудотворца

## Поселения
На территории Скулневского стана ныне расположены следующие населённые пункты:
- Барыбино
- Введенское
- Вельяминово
- Вертково
- Гальчино
- Ильинское
- Караваево
- Кузьминское
- Лобаново
- Ляхово
- Соломыково
- Сырьево
- Тишково
- Уварово
- Юрьевка